# Gen (Sprache)
Gen (auch: Ge, Gen-Gbe, Mina-Gen, Mina, Popo, Guin, Gebe) ist die Sprache der Mina, einer Ethnie, die überwiegend in Togo und ferner in Benin lebt. Bekannte Dialekte sind Anexo, Gliji, Agoi und Gen. Gen gehört zu den Kwa-Sprachen.

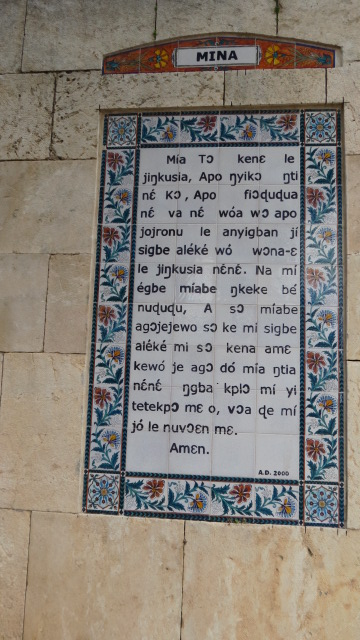
Das Vaterunser auf Mina in der Paternosterkirche von Jerusalem

Insgesamt wird die Zahl der Sprecher des Gen auf ca. 358.900 geschätzt. In Benin sprechen Gen ca. 158.000 (2001), in Togo ca. 200.900.
In Togo leben die Gen-Sprecher im südöstlichen Teil Togos in der Region Maritime. Im Benin leben sie vorwiegend in den Regionen Mono und Atlantique.